# ان‌جی‌سی ۲۶۵
ان‌جی‌سی ۲۶۵ (انگلیسی: NGC 265) یک خوشه باز از ستارگان در صورت فلکی جنوبی توکان است. این خوشه توسط جان هرشل در ۱۱ آوریل ۱۸۳۴ کشف شد.